# 鯛形長鰭蝠魚
鯛形長鰭蝠魚，為輻鰭魚綱鮟鱇目棘茄魚亞目棘茄魚科的其中一種，分布於東太平洋的巴拿馬灣及秘魯海域，屬深海底棲性魚類，棲息深度443-528公尺，體長可達8.4公分，棲息在底層水域，生活習性不明。

## 扩展阅读
維基物種上的相關：鯛形長鰭蝠魚